# Tricloruro di arsenico
Il tricloruro di arsenico è il cloruro dell'arsenico trivalente, As(III), avente formula AsCl3. A temperatura ambiente AsCl3 si presenta come un liquido incolore, denso (d = 2,205 g/mL), leggermente oleoso, che fuma all'aria per l'umidità che ne idrolizza i vapori. È molto tossico e irritante. 

## Struttura molecolare e proprietà
AsCl3 è un composto molecolare che si forma dai suoi elementi esotermicamente, ΔHƒ° = -305,0 kJ/mol. Da indagini di spettroscopia rotazionale nella regione delle microonde risulta che la molecola è a forma di piramide trigonale, con l'atomo di As al vertice; il legame As-Cl è lungo 216,1 pm e l'angolo Cl-As-Cl è di 98,4° e questo angolo è un po' più stretto (100,1°) che nell'analogo tricloruro di fosforo.  La simmetria molecolare appartiene al gruppo puntuale C3v. Anche allo stato liquido e solido la struttura di AsCl3 è ancora molecolare, con lievi variazioni, come accade anche per AsF3 e AsBr3, ma a differenza del triioduro AsI3 (solido non molecolare).
AsCl3 è una molecola piuttosto polare (μ = 1,59 D) e il liquido viene utilizzato come solvente non acquoso: a 20 °C ha bassa viscosità (η = 1,23 cP), ha una apprezzabile conduttività (k = 1,4×10–7 ohm–1cm–1) e discreta costante dielettrica, εr = 12,8.
In rimarchevole differenza dal tricloruro di fosforo, il tricloruro di arsenico è piuttosto sorprendente nel resistere all'ossidazione ad As(V): solo il fluoro riesce facilmente dando AsF5 (molto stabile) e la formazione dell'ossitricloruro di arsenico AsOCl3 è stata realizzata dopo svariati tentativi solo nel 1976 trattando AsCl3 con ozono; anche il pentacloruro AsCl5 è anch'esso molto instabile, a marcata differenza di PCl5 (omologo inferiore) e SbCl5 (omologo superiore), e si decompone sopra a circa -50 °C. Questo comportamento dell'arsenico è comune anche agli ultimi elementi del quarto periodo, in particolare selenio e bromo.
AsCl3 è solubile in cloroformio, tetracloruro di carbonio e in etere; è anche solubile in AsF3, ma in tal caso si formano composti di scambio cloro-fluoro: AsFCl2 e AsF2Cl.
In acqua si scioglie idrolizzandosi rapidamente fino a acido arsenioso e acido cloridrico:
AsCl3 + 3 H2O → As(OH)3 + 3 HCl ↑
Viene preparato per reazione dell'anidride arseniosa As2O3 con acido cloridrico concentrato:
As2O3 + 6 HCl → 2 AsCl3 + 3 H2O
i prodotti della reazione vengono separati per distillazione.
Si può anche preparare per interazione diretta di arsenico elementare e cloro gassoso a 80-85 °C:
2 As  +  3 Cl2  →  2 AsCl3
Reagisce alcoli e fenoli dando i corrispondenti esteri dell'acido arsenioso; con il fenolo, ad esempio, dà il trifenilarsenito:
AsCl3 + PhOH → As(OPh)3 + 3 HCl
con alcoli e/o alcossidi alcalini in minore quantità molare forma alogeno esteri:
AsCl3 + EtOH → EtOAsCl2 + HCl
AsCl3 + 2 EtONa → (EtO)2AsCl + 2 NaCl
AsCl3 è importante composto di partenza in chimica organometallica per la sintesi di arsine (AsR3), che sono comuni leganti per metalli in bassi stati di ossidazione, analoghi alle fosfine; ad esempio, con sodio metallico e clorobenzene si ottiene la trifenilarsina:
AsCl3  +  6 Na  +  3 C6H5Cl   →   As(C6H5)3  +  6 NaCl